# Domus Chia Calcio a 5
L'Associazione Sportiva Dilettantistica Domus Chia Calcio a 5 è una società italiana di calcio a 5 con sede a Domus de Maria, nella provincia del Sud Sardegna.

## Storia
La società, nata come  "Domusdemaria Calcio a 5", prima dell'attuale denominazione ha assunto anche quella di  A.S.D. Calcio a 5 2007 tra il 2007 e il 2010.
Ha disputato sei campionati consecutivi in Serie A2 (tra il 2006-07 e il 2011-12) sfiorando nel 2007-08 una storica promozione nella massima serie, concludendo la stagione a un solo punto di distanza dal Cagliari capolista.
Il 31 luglio 2012 il Consiglio Direttivo della Lega Nazionale Dilettanti ha deliberato la non iscrizione del Domus Chia (nel frattempo retrocessa) al campionato di Serie B. La società ha quindi fatto richiesta di prendere parte al campionato regionale di serie C1 dove fino alla stagione 2020/2021 militava. 
Nella stagione 2021/2022 disputa il campionato nazionale di serie B retrocedendo con soli 4 punti in serie C1.

## Cronistoria
. 2023/2024 
Serie b girone E retrocede in serie c 1 con 4 punti

## Statistiche
| Livello | Categoria | Partecipazioni | Debutto   | Ultima stagione |
| ------- | --------- | -------------- | --------- | --------------- |
| 2º      | Serie A2  | 6              | 2006-2007 | 2011-2012       |
| 3º      | Serie B   | 2              | 2005-2006 | 2021-2022       |
| 4º      | Serie C1  | 12             | 2003-2004 | 2022-2023       |
| 5º      | Serie C2  | 3              | 2000-2001 | 2002-2003       |

## Organigramma
- Presidente: Fabiana Antonelli
- Allenatore: Gianluca Catta

## Giovanili
La società ha organizzato anche delle squadre giovanili che vanno dai 3 anni fino alle squadre U19.Esse fanno parte di campionati della loro età.